# 김주빈 (연극 배우)
김주빈는 대한민국의 연극 배우이다.

## 연극
- 2022년 오아시스
- 2022년 금조 이야기
- 2021년 한여름 밤의 꿈
- 2021년 나, 혜석
- 2020년 템페스트
- 2019년 물고기 인간
- 2018년 친구를 만들고 죽이는 방법
- 2017년 크리스토퍼 논란클럽

## 학력
- 서울예술대학교 연기과 전문학사 (졸업)